# Opilio
Opilio  è un nome proprio di persona italiano maschile.

## Varianti
- Maschili: Opillo, Opilione
- Femminili: Opilia[3]

## Origine e diffusione
Antico nome latino, portato da un gens romana, gode oggi di una scarsissima diffusione, dovuta al culto verso il santo così chiamato, ed è attestato occasionalmente in Italia settentrionale e, meno frequentemente, Italia centrale.
Giuntoci tramite le forme latine Opilius e Opillus, l'etimologia e il significato sono ignoti.

## Onomastico
L'onomastico viene festeggiato il 12 ottobre in ricordo di sant'Opilio o Opilione, diacono e confessore piacentino del V secolo.

## Persone
- Opilio, vescovo di Novara
- Opilio Rossi, cardinale e arcivescovo cattolico italiano

### Varianti
- Opilione, politico romano
- Aurelio Opillo, liberto e scrittore romano